# Nuoto ai campionati europei di nuoto 2024 - 1500 metri stile libero maschili
La gara degli 1 500 metri stile libero maschili dei campionati europei di nuoto 2024 si è svolta il 22 e il 23 giugno 2024 presso il Centro Sportivo Milan Gale Muškatirović di Belgrado.

## Podio
| Pos.    | Atleta            | Nazione  |
| ------- | ----------------- | -------- |
| Oro     | Mychajlo Romančuk | Ucraina  |
| Argento | Dimitrios Markos  | Grecia   |
| Bronzo  | Zalán Sárkány     | Ungheria |

## Record
Prima della manifestazione il record del mondo (RM) e il record dei campionati (RC) erano i seguenti.
|  | 14'31"02 | Sun Yang             | 4 agosto 2012 Londra    |
|  | 14'32"80 | Gregorio Paltrinieri | 25 luglio 2022 Budapest |
|  | 14'34"04 | Gregorio Paltrinieri | 18 maggio 2016 Londra   |

Durante la competizione non sono stati migliorati record.

## Programma
| Data           | Ora   | Turno    |
| -------------- | ----- | -------- |
| 22 giugno 2024 | 10:24 | Batterie |
| 23 giugno 2024 | 18:10 | Finale   |

## Risultati

### Batterie
| Pos. | Batteria | Corsia | Atleta                 | Nazionalità          | Tempo       | Note |
| ---- | -------- | ------ | ---------------------- | -------------------- | ----------- | ---- |
| 1    | 2        | 4      | Mychajlo Romančuk      | Ucraina              | 15'01"20    | Q    |
| 2    | 2        | 5      | Kuzey Tunçelli         | Turchia              | 15'01"53    | Q    |
| 3    | 1        | 4      | Zalán Sárkány          | Ungheria             | 15'09"28    | Q    |
| 4    | 1        | 5      | Nathan Wiffen          | Irlanda              | 15'10"01    | Q    |
| 5    | 2        | 2      | Džiugas Miškinis       | Lituania             | 15'26"33    | Q    |
| 6    | 1        | 6      | Marin Mogić            | Croazia              | 15'31"21    | Q    |
| 7    | 2        | 6      | Bartosz Kapala         | Polonia              | 15'31"80    | Q    |
| 8    | 2        | 3      | László Gálicz          | Ungheria             | 15'44"27    | Q    |
| 9    | 1        | 7      | Filip Kuruzović        | Bosnia ed Erzegovina | 15'50"65    |      |
| 10   | 1        | 2      | Nikola Simić           | Croazia              | 16'05"69    |      |
| 11   | 2        | 7      | Kevin Pereira Teixeira | Andorra              | 16'12"59    |      |
| DNS  | 1        | 3      | Dimitrios Markos       | Grecia               | Non partito |      |

### Finale
| Pos.    | Corsia | Atleta            | Nazionalità | Tempo    | Note |
| ------- | ------ | ----------------- | ----------- | -------- | ---- |
| Oro     | 5      | Kuzey Tunçelli    | Turchia     | 14'55"64 |      |
| Argento | 4      | Mychajlo Romančuk | Ucraina     | 15'00"99 |      |
| Bronzo  | 3      | Zalán Sárkány     | Ungheria    | 15'06"67 |      |
| 4       | 6      | Nathan Wiffen     | Irlanda     | 15'10"64 |      |
| 5       | 8      | László Gálicz     | Ungheria    | 15'23"48 |      |
| 6       | 1      | Bartosz Kapala    | Polonia     | 15'26"22 |      |
| 7       | 7      | Marin Mogić       | Croazia     | 15'32"59 |      |
| 8       | 2      | Džiugas Miškinis  | Lituania    | 15'44"10 |      |